# Torulopsiella pseudogyroceras
Torulopsiella pseudogyroceras är en svampart som först beskrevs av Speg., och fick sitt nu gällande namn av Bender 1932. Torulopsiella pseudogyroceras ingår i släktet Torulopsiella, divisionen sporsäcksvampar och riket svampar.   Inga underarter finns listade i Catalogue of Life.